# Strategiska rättsprocesser för att hindra offentlig debatt
Strategiska rättsprocesser för att hindra offentlig debatt, även känt som SLAPP-stämningar (strategic lawsuit against public participation), munkavleprocesser eller strategiska rättegångar mot allmänhetens deltagande, är stämningar avsedda att censurera, skrämma och tysta kritiker.
I en typisk SLAPP räknar målsägande inte med att vinna rättegången. Målet är att svaranden ger efter för rädsla, hot, ökade rättegångskostnader eller utmattning och drar tillbaka sin kritik. 
En SLAPP kan också skrämma andra från att delta i debatten. Rättsprocessen föregås ofta av ett juridiskt hot. 
En SLAPP är ofta svår att stoppa och straffa eftersom målsäganden inte är öppen med sin avsikt att censurera, skrämma eller tysta sina kritiker. Rättsprocesser mot journalister och andra debattörer hotar yttrandefriheten och i flera områden har lagar introducerats för att motverka fenomenet. I början av 2020-talet förbereder EU lagstiftning för att skydda europeiska medborgares yttrandefrihet mot SLAPP-stämningar.
I sveriges första SLAPP-fall, stämde affärsmannen Svante Kumlin den svenska tidningen Realtid efter att de granskat hans bolag Eco Energy World i tio artiklar. Stämningen, som fördömdes av reportrar utan gränser, lämnades in i England mot tidningen, chefsredaktören Camilla Jonsson och reportrarna Per Agerman och Annelie Östlund för förtal, publicering av falsk information och brott mot sekretess. Parterna förlikades efter att tidningen publicerat en ursäkt för tre av artiklarna. SLAPP-stämningen ses som hot mot hela branschen.
Första SLAPP-åtalet vid svensk domstol lämnades in 2024 (B 6345-24) och behandlas i Hovrätten för Västra Sverige. Investeraren Peter Batesko har stämt entreprenören Mikael Kubista och hans advokat Per Karlsson för förtal efter att ha investerat i bolaget som Kubista medgrundat, men sedan fråntagit grundarnas deras ägande utan någon kompensation. Prövningstillstånd har begärts hos Högsta Domstolen (Ö 1063-25).
Justitiedepartementet har skickat ut promemoria hur SLAPP ska behandlas i svensk rätt av Europaparlamentets och rådets direktiv (EU) 2024/1069 om skydd för personer som deltar i den offentliga debatten mot uppenbart ogrundade anspråk eller rättegångsmissbruk (strategiska rättsprocesser för att hindra offentlig debatt).  Yttranden från remissinstanserna har inkommit.